# László Réczi
László Réczi (n. 14 iulie 1947, Kiskunfélegyháza, Bács-Kiskun, Ungaria) este un luptător ce a reprezentat Ungaria, medaliat olimpic. A participat la 2 ediții ale Jocurilor Olimpice (1972, 1976) în care a câștigat o medalie de bronz.